# Marina Diamandis
Marina Lambrini Diamandis (görögül: Μαρίνα-Λαμπρινή Διαμάντη, 1985. október 10. –), ismertebb nevén Marina  (stilizálva MARINA), korábban Marina and the Diamonds, walesi énekesnő és dalszerző. A 2010-es, BBC által indított Sound of… szavazásban második lett (a nyertes Ellie Goulding volt), ennek köszönhette, hogy ismertté vált. Miután kiadott egy privát középlemezt, megjelent második EP-je is a Neon Gold Records gondozásában, mely a The Crown Jewels EP címet kapta. Később a 679 Recordings kiadóhoz szerződött, ahol debütáló, The Family Jewels című nagylemeze jelent meg, melyet a The American Jewels EP követett 2010-ben. 2011-ben Marina bejelentette, dolgozik második, Electra Heart című nagylemezén, mely 2012 áprilisában került a boltok polcaira, és első helyezett lett a brit és ír albumlistákon.
A "Marina and the Diamonds" elnevezés az énekesnő keresztnevéből illetve vezetéknevének fordításából származik. Ennek ellenére sokszor az emberek úgy gondolják, a "The Diamonds" együttesére utal, valójában Marina rajongóit jelenti.
Zenei stílusa a billentyűkre alapozott balladáktól a tempós new wave zenéig terjed ki. Inspirációként a következőket nevezte meg: Daniel Johnston, Blondie, The Distillers, Patti Smith, Tom Waits, Nirvana, PJ Harvey, Kate Bush, Britney Spears, Yann Tiersen, Elliott Smith, Dolly Parton és Madonna.

## Háttér
Diamandis Abergavenny-ben született görög és walesi szülők gyermekeként. A család később Pandybe költözött. A Haberdashers' Monmouth School elnevezésű iskolába járt, amelyről így vélekedett: „Ott fedeztem fel a tehetségemet… én voltam az aki mindig elrontotta a kórust, de volt egy hihetetlen zenetanárom, aki meggyőzött arról, hogy bármit meg tudok csinálni.” Amikor szülei elváltak, Diamandis Görögországba költözött édesapjával, de két évvel később visszaköltözött Walesbe.
Marina 18 évesen költözött Londonba, ahol mindössze két hónapig járt egy tánciskolába. 2005-ben a Tech Music Schools egy egyéves énektanfolyamán vett részt. A Middlesex University-be is bekerült, viszont rövidesen távoznia kellett az intézményből. Több musical meghallgatására is jelentkezett ekkoriban. Beismerte, egy reggae stílusú fiúegyüttesbe is jelentkezett, férfinek öltözve. A Virgin Records nem szerződtette le, de egy héttel később visszahívták.
Az énekesnőnek szinesztéziája van.

## Zenei karrierje

### 2005–2008: Kezdetek

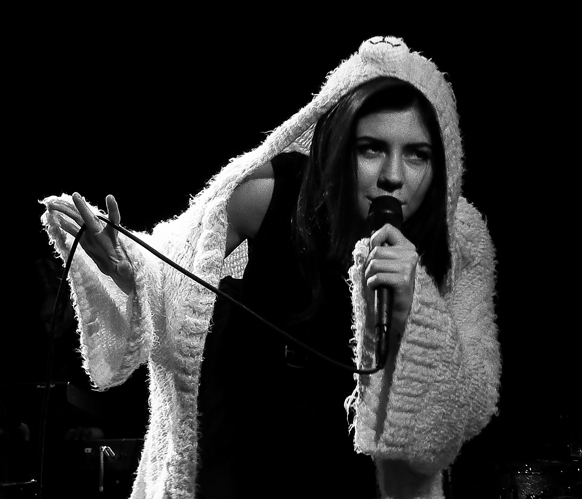
Marina and the Diamonds Brooklynban.

Diamandis 2005-ben alkotta a "Marina and the Diamonds" elnevezést. A név származásáról így beszélt:
„Sosem terveztem karaktert, pop projektet, együttest vagy szólókarriert. Csak egy csoportot láttam, rengeteg emberrel, akiknek egyforma szívük volt. Egy helyet hasonló embereknek, akik nem fértek el az élet előre kitervelt formáiba. Rettenetesen sokáig ügyetlen voltam! Valaminek a része akartam lenni, mert sosem tudtam senkivel igazán kapcsolódni, most viszont úgy érzem ez mind körülöttem van.”
Demó dalok készültek először, melyek egy Apple alkalmazással, a Garageband használatával alkotott az énekesnő. Gumtree-n talált valakit, aki néhány dalon dolgozott, ez Marinának 500 fontba került. Ezek debütáló, Mermaid Vs. Sailor EP című középlemezére kerültek fel, mely 2007. november 23-án jelent meg. Myspace oldalán adta el őket, összesen 70 példány kelt el belőle.

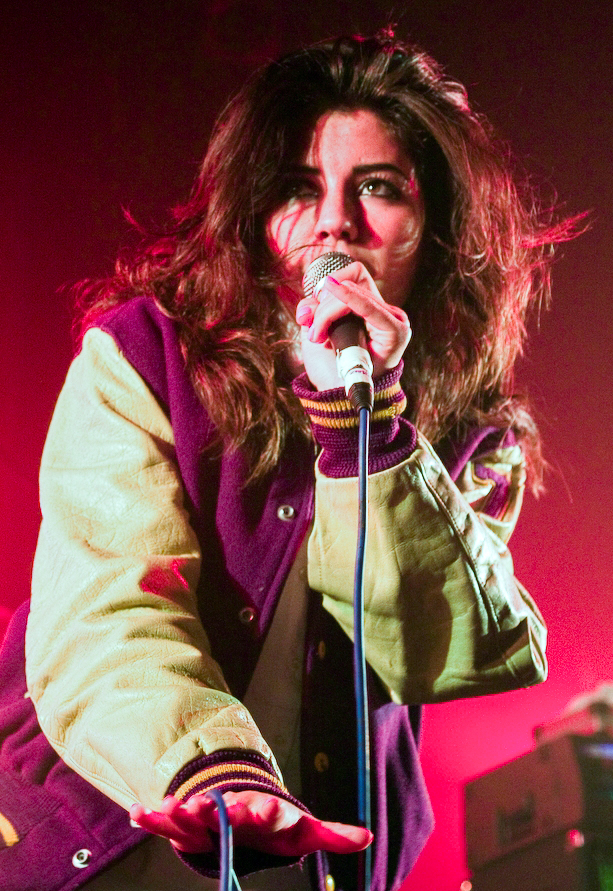
Diamandis az NME Radar Tour-on.

2008 januárjában fedezte fel Derek Davies (Neon Gold Records). Elintézte, hogy Gotye nyitó előadója lehessen, ahol végül a Warner Music Group is felfigyelt rá, 2008 októberében a 679 Recordings szerződtette le.
Marina első kislemeze két A-oldalas dalt, az Obsessions és Mowgli’s Road című dalokat tartalmazta. A kislemez a Neon Gold Records gondozásában jelent meg 2008. november 19-én, melyet a The Crown Jewels EP című középlemeze követte 2009. június 1-jén második, I Am Not a Robot című kislemezével. Első jelentősebb kislemeze, a Mowgli’s Road újra felvett változata 2009. november 13-án jelent meg, immáron az Egyesült Királyságban a 679 Recordings, az Egyesült Államokban az Atlantic Records gondozásában. 2010. január 7-én a Sound of… című BBC-s szavazásban ért el második helyezést.

### 2009–2010:The Family Jewels
Marina and the Diamonds debütáló, The Family Jewels című albuma 2010. február 15-én jelent meg. A brit albumlista ötödik helyezését érte el, és már megjelenése előtt ezüst minősítést kapott. 2009 novemberében jelent meg erről az első kislemez, a Mowgli's Road. Ezt a Hollywood követte 2010 februárjában. Az I Am Not a Robot újra kiadott változata 2010 áprilisában jelent meg az album harmadik kislemezeként; Marina úgy döntött, újra kiadja a dalt. 2010 augusztusában az Oh No! jelent meg, októberben a Shampain került kiadásra. Első turnéját 2010. február 14-én kezdte, és Európa, Kanada és az Egyesült Államok közel 70 állomását járta be így.
2010-ben közreműködött Benny Blanco producerrel és Dave Sitek gitárossal Los Angeles-ben egy új anyagon, melyet ő indie és szuper pop kombinációjának nevezett.
2010 márciusában Marina a Chop Shop Records kiadóhoz szerződött az Egyesült Államokban. Mielőtt ott is megjelent az album, Marina kiadta The American Jewels EP című középlemezét márciusban. Turnéjának keretein belül lépett fel először a tengerentúlon.
A 2010 BRIT Awards-on a Critics' Choice (Kritikusok választása) kategóriában jelölték, és a SHREDnews "Ten Artists To Watch in 2010" (Tíz kihagyhatatlan előadó 2010-ben) listáján ötödik lett. A 2010 MTV Europe Music Awards-on nyert egy díjat.

### 2011–2013:Electra Heart és a siker
2011 januárjában Marina Katy Perry California Dreams Tour elnevezésű turnéjának amerikai állomásain jelent meg nyitóelőadóként. 2011 elején három demó, a Sex Yeah, Living Dead és Jealousy szivárgott ki a világhálóra, melyek sokkal inkább pop elemekre épültek, mint az énekesnő korábbi szerzeményei. Diamandis olyan producerekkel dolgozott, mint Guy Sigsworth, Labrinth, Greg Kurstin, Diplo, Dr. Luke, Stargate és Liam Howe.
2011 augusztusában Diamandis feltöltött egy videót YouTube oldalára, mely a Part 1: Fear and Loathing címet kapta. Egy interjúban elmondta, az album címét (Electra Heart) egy általa kitalált karakter után kapta. Az első kislemez, a Radioactive – melynek producere Stargate – 2011 októberében jelent meg, majd egy hónappal később a Starring Role demója is megjelent.
Az Electra Heart 2012. április 27-én jelent meg, mely előtt kiadásra került a Primadonna, melynek producerei Dr Luke, Diplo és Cirkut voltak. A dal 11. helyen debütált a brit kislemezlistán, platina minősítést kapott Írországban és negyedik lett Új-Zéland kislemezlistáján, ezzel Marina eddigi legsikeresebb dala lett. A lemez második kislemeze a Power and Control. Az Electra Heart amerikai változatán egy új dal, a How to Be a Heartbreaker is helyet kapott.
Karácsony alkalmából az énekesnő feldolgozta a Have Yourself a Merry Little Christmas című dalt, melyhez videóklip is készült.

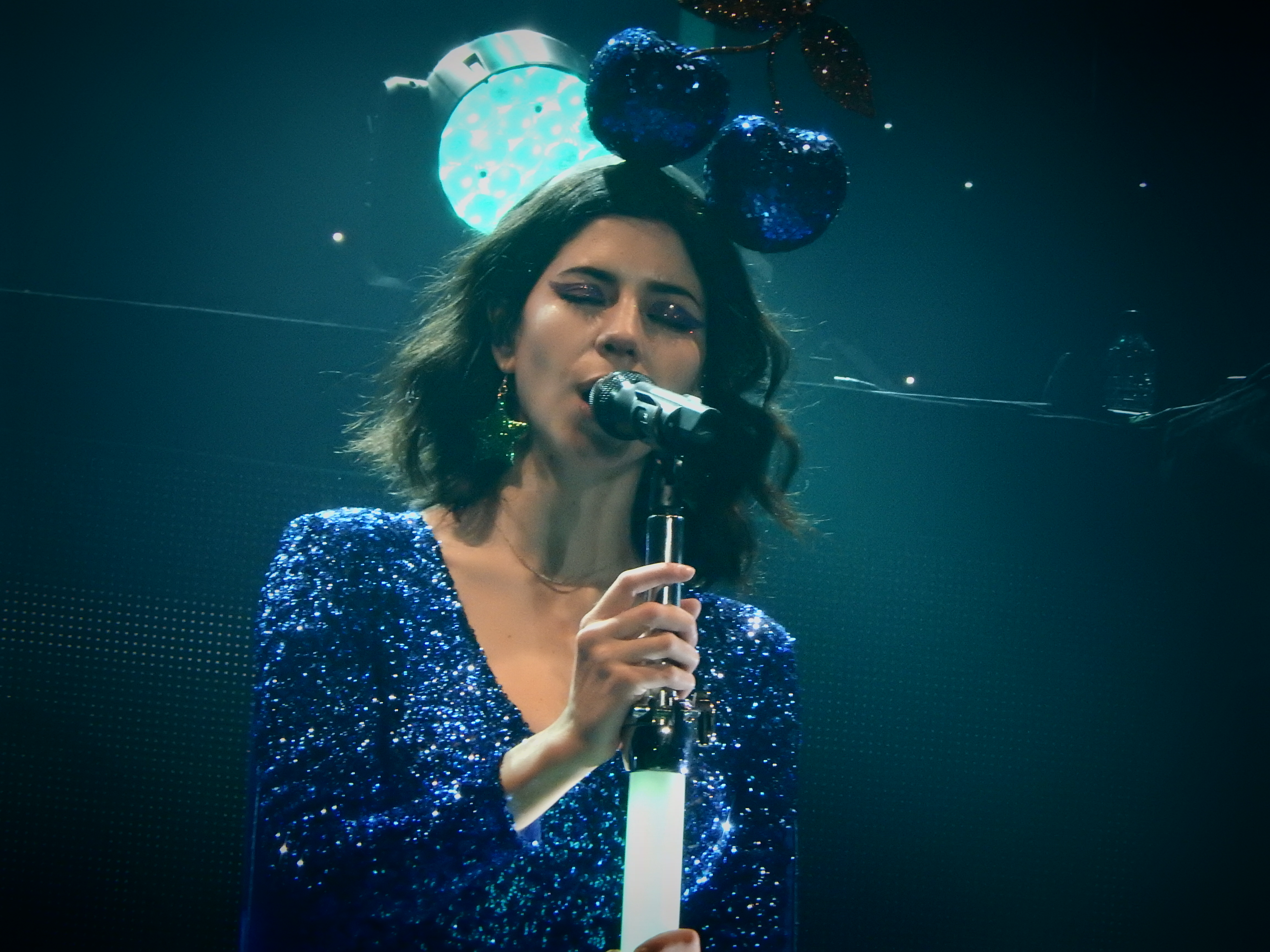
Diamandis a londoni Roundhouse-ban lép fel 2016 februárjában

### 2014-2016: Froot és a zenei hiátus
Miután egy hónapot töltött New Yorkban, Diamandis bejelentette 2014 februárjában, hogy elkezdett dalokat írni a közelgő harmadik stúdióalbumára. Az első kislemez, a Froot 2014. október 10-én jelent meg az énekesnő 29. születésnapján és bejelentette, hogy ez lesz az album címadó dala.
Bejelentették, hogy az album 2015. április 3-án fog megjelenni egy új dallal minden hónapban az album bejelentése után. Viszont az internetes kiszivárogtatás után az album megjelenését előbbre hozták. Az albumot teljes egészében Diamandis és David Kosten készítette, amelyet kritikusok is dicsértek. Az album a 8- helyen helyen debütált a Billboard 200 listán és jelenleg a legsikeresebb albuma az Egyesült Államokban. Az Egyesült Királyságban a 10. helyig jutott el a Froot.

### 2016-napjainkig: Love + Fear és a névváltoztatás
2016 júniusában Diamandis elmondta a Fuse magazinnak, hogy elkezdett új anyagot írni a közelgő dalaihoz. 2016 decemberében az elektronikus együttes Clean Bandit megerősítette, hogy a Disconnect című daluk, amit a 2015-ös Coachella fesztiválon adtak elő Diamandissal rajta lesz az új albumukon. A dalt 2017 júniusában adták ki, mint kislemez és Marina fel is lépett velük a Glastonbury fesztiválon.
2018-ban Diamandis a Twitteren bejelentette, hogy elhagyja az "and the Diamonds"-ot a művésznevéből, hogy csak "Marina"-ként jelentessen meg zenét ezzel a magyarázattal: "Több, mint egy évembe telt, hogy rájöjjek a személyazonosságom nagy része össze volt függve azzal, hogy ki voltam, művész... és nem maradt hely annak, aki valójában voltam."
2018 novemberében egy második kollaborációra is sor került a Clean Bandittel és a puerto ricoi származású Luis Fonsival. A Baby az Egyesült Királyságban a 15. helyig jutott el. 2018. december 11-én Diamandis a Royal Variety Performance-en adta elő a Clean Nandit társaságában a Baby című dalukat. 2019. január 31-én Diamandis ízelítőt adott az új albumáról azzal, hogy egy képet osztott meg az Instagrammon "8 nap" képaláírással. A következő napon egy interjúban elárulta, hogy az új albuma 2019 elején fog megjelenni. 2019. február 6-án bejelentette, hogy az új albumának az első kislemezének a Handmade Heaven lesz a címe. A kislemez 2019. február 8-án jelent meg. Az album első része, a Love 2019. április 5-én jelent meg, majd az album teljes egészében a második résszel (Fear) együtt 2019. április 26-án jelent meg.
2019. április 29-én kezdte el a Love + Fear turnéját hat állomással az Egyesült Királyságban, ahol nagy sikernek örvendett különösen Londonban és Manchesterben. 2019 júliusában számos zene fesztiválon lép fel Európában és az Egyesült Királyságban, mielőtt megkezdi a turné észak-amerikai részét 19 dátummal az Egyesült Államokban és Kanadában szeptemberben és októberben.

## Diszkográfia
- 2010: The Family Jewels
- 2012: Electra Heart
- 2015: Froot
- 2019: Love + Fear
- 2021: Ancident Dreams in a Modern Land

## Turnék

### Saját
- The Family Jewels Tour (2010-2011)
- The Lonely Hearts Club Tour (2012-2013)
- Neon Nature Tour (2015-2016)
- Love + Fear Tour (2019)

### Nyítóelőadóként
- Katy Perry – The California Dream Tour (2011)
- Coldplay – Mylo Xyloto Tour (2011-2012)
- Panic! at the Disco – Viva Las Vengeance Tour (2022-2023)

## Filmográfia
- 2012-2013: Heartcore

## Háttéregyüttes
| Jelenlegi tagok - Peter Carr – billentyű - Dan Gulino – basszusgitár - Jonathon Shone - keyboard - Sebastian Sternberg – dob | Korábbi tagok - Brian Epstein – basszusgitár - Nick Harsant – basszusgitár - Nick Johnson – dob - Tom Holdroyd – gitár - Chris Morris – dob |

## Fordítás
Ez a szócikk részben vagy egészben  a   Marina and the Diamonds című angol Wikipédia-szócikk fordításán alapul.  Az eredeti cikk szerkesztőit annak laptörténete sorolja fel. Ez a jelzés csupán a megfogalmazás eredetét és a szerzői jogokat jelzi, nem szolgál a cikkben szereplő információk forrásmegjelöléseként.